# Gerrit Budelman
Gerrit Budelman (Amsterdam, 28 november 1882 – Hengelo (Overijssel), 29 mei 1922) was een organist, (koor-)dirigent, muziekpedagoog en componist.
Hij werd geboren binnen het gezin van zadelmaker Hendrik Budelman en Anna Cornelia Moreau. Hijzelf was getrouwd met Susanna Johanna Hendrika Stemmerik, een muzieklerares en zangeres. Zij zou les gaan geven op de muziekschool waar haar man directeur en docent was. 
Budelman kreeg zijn muziekopleiding aan het Amsterdams Conservatorium en rondde de studie orgel af in 1904. Vanaf dan is hij te vinden bij muziekvereniging Apollo te Goor. Hij leidde voorts het Hengelo’s mannenkoor van 1904 tot 1913. Hij was ook directeur van de Hengelose muziekschool, die hij in 1919 verliet.
Van zijn hand verscheen een aantal composities, die tot in de jaren veertig werden uitgevoerd:
- Twee liederen op tekst van Walther van Weide voor zangstem en piano (Avond en Spelevaren)
- Valse cosmopolite voor piano tweehandig (opgedragen aan J.A. Galet, Alsbach 1908)
- Drie liederen voor zangstem en piano (Nu zoek ik droef, Mijn hart is krank, Als de aêm)
- Liefdes trouw voor mannenkoor
- Tempelzang voor mannenkoor wist het tot diverse radio-uitzendingen te brengen.
- Lichtsprankjes voor 2 solostemmen of koor met piano (opus 14)
- De Hollanders op Nova Zembla (op tekst van Antoon Leonard de Rop); oratorium, opgedragen aan Hengelo’s mannenkoor (opus 15)
- Romance voor cello met piano- of orkestbegeleiding (opus 18)
- Lied van een meisje en een schipper op tekst van Anthony Christiaan Winand Staring, voor gemengd koor met piano- of orkestbegeleiding
- Sneeuwwitje, een operette
- Fantasie over Eere zij God en Stille nacht voor orgel
- Vereenigingslied (opus 21.1)

- Nederlandse Thesaurus van Auteursnamen: 258799218
- Virtual International Authority File: 284866365
- WorldCat: E39PBJckQ3rvY6dY3jbMrgXw4q